# Anne Balay
Anne Balay es una historiadora laboral estadounidense. Exprofesora de la Universidad de Indiana Noroeste, es conocida por sus colecciones de historia oral de trabajadores LGBT: Steel Closets (2014) y Semi Queer (2018).

## Biografía
Después de graduarse de Wilbur Cross High School, obtuvo su AB (1986), AM (1988) y PhD (1994) de la Universidad de Chicago. Después de obtener sus títulos, trabajó como mecánica de automóviles de 1996 a 2001. Fue profesora en la Universidad de Illinois en Chicago de 2001 a 2007 y profesora asistente en la Universidad de Indiana Noroeste de 2007 a 2014. En 2013, se le negó la titularidad en UI Noroeste, y más tarde presentó una queja ante la Oficina de Derechos Civiles de que esta acción se basó en que era lesbiana.
En 2014, publicó Steel Closets: Voices of Gay, Lesbian, and Transgender Steelworkers, una colección de historias orales de trabajadoras del acero LGBT; las historias orales se habían obtenido a lo largo de cinco años. El libro fue uno de los dos ganadores del Premio Sara A. Whaley 2014 de la Asociación Nacional de Estudios de la Mujer. En 2015, fue una de las dos ganadoras del Premio al Escritor Emergente Betty Berzon en la 27.ª edición de los Premios Literarios Lambda. El mismo año, Balay se convirtió en profesora asistente visitante en Haverford College, trabajando allí hasta 2019.
En 2018, publicó otro libro, Semi Queer: Inside the World of Gay, Trans, and Black Truck Drivers, una colección de historias orales de camioneros LGBT y negros; Balay había pasado algún tiempo trabajando como camionera después de no poder obtener la titularidad en IU Northwest. En 2019, el libro fue finalista no ganador del Premio Literario Lambda de Estudios LGBT en la 31.ª edición de los Premios Literarios Lambda.
En agosto de 2022, la Administración Federal de Seguridad de Autotransportes anunció que Balay fue una de las primeras dieciséis personas nombradas para su Junta Asesora de Mujeres de Camiones. Balay fue la única organizadora de educación superior para Service Employees International Union Local 1 hasta que fue despedida el 31 de enero de 2023.
Balay tiene dos hijos.

## Publicaciones
- Steel Closets (2014)[13]
- Semi Queer (2018)[14]

## Premios
| Año  | Título        | Premio                                    | Resultado | Ref.   |
| ---- | ------------- | ----------------------------------------- | --------- | ------ |
| 2014 | Steel Closets | Premio Sara A. Whaley                     | Ganado    | [ 7 ]  |
| 2015 | N/A           | Premio Betty Berzon al Escritor Emergente | Ganado    | [ 8 ]  |
| 2019 | Semi Queer    | Premio Literario Lambda de Estudios LGBT  | Nominado  | [ 10 ] |